# First Division 1953-1954
La First Division 1953-1954 è stata la 55ª edizione della massima serie del campionato inglese di calcio, disputato tra il 19 agosto 1953 e il 26 maggio 1954 e concluso con la vittoria del Wolverhampton, al suo primo titolo.
Capocannoniere del torneo è stato Jimmy Glazzard (Huddersfield Town) con 29 reti.

## Stagione

### Novità
Al posto delle retrocesse Stoke City e Derby County sono saliti dalla Second Division lo Sheffield Utd e l'Huddersfield Town.

## Squadre partecipanti
| Squadra           | Stagione | Città               | Stadio               | Stagione precedente                   |
| ----------------- | -------- | ------------------- | -------------------- | ------------------------------------- |
| Arsenal           | dettagli | Londra              | Highbury             | 1º posto in First Division            |
| Aston Villa       | dettagli | Birmingham          | Villa Park           | 11º posto in First Division           |
| Blackpool         | dettagli | Blackpool           | Bloomfield Road      | 7º posto in First Division            |
| Bolton            | dettagli | Bolton              | Burnden Park         | 14º posto in First Division           |
| Burnley           | dettagli | Burnley             | Turf Moor            | 6º posto in First Division            |
| Cardiff City      | dettagli | Cardiff             | Ninian Park          | 12º posto in First Division           |
| Charlton          | dettagli | Londra              | The Valley           | 5º posto in First Division            |
| Chelsea           | dettagli | Londra              | Stamford Bridge      | 19º posto in First Division           |
| Huddersfield Town | dettagli | Huddersfield        | Leeds Road           | 2º posto in Second Division, promosso |
| Liverpool         | dettagli | Liverpool           | Anfield              | 17º posto in First Division           |
| Manchester City   | dettagli | Manchester          | Maine Road           | 20º posto in First Division           |
| Manchester Utd    | dettagli | Manchester          | Old Trafford         | 8º posto in First Division            |
| Middlesbrough     | dettagli | Middlesbrough       | Ayresome Park        | 13º posto in First Division           |
| Newcastle Utd     | dettagli | Newcastle upon Tyne | St James' Park       | 16º posto in First Division           |
| Portsmouth        | dettagli | Portsmouth          | Fratton Park         | 15º posto in First Division           |
| Preston N.E.      | dettagli | Preston             | Deepdale             | 2º posto in First Division            |
| Sheffield Utd     | dettagli | Sheffield           | Bramall Lane         | 1º posto in Second Division, promosso |
| Sheffield Weds    | dettagli | Sheffield           | Hillsborough Stadium | 18º posto in First Division           |
| Sunderland        | dettagli | Sunderland          | Roker Park           | 9º posto in First Division            |
| Tottenham         | dettagli | Londra              | White Hart Lane      | 10º posto in First Division           |
| West Bromwich     | dettagli | West Bromwich       | The Hawthorns        | 4º posto in First Division            |
| Wolverhampton     | dettagli | Wolverhampton       | Molineux Stadium     | 3º posto in First Division            |

## Classifica finale
|       | Pos. | Squadra           | Pt | G  | V  | N  | P  | GF | GS | Med   |
| ----- | ---- | ----------------- | -- | -- | -- | -- | -- | -- | -- | ----- |
|       | 1.   | Wolverhampton     | 57 | 42 | 25 | 7  | 10 | 96 | 56 | 1.714 |
| [ 2 ] | 2.   | West Bromwich     | 53 | 42 | 22 | 9  | 11 | 86 | 63 | 1.365 |
|       | 3.   | Huddersfield Town | 51 | 42 | 20 | 11 | 11 | 78 | 61 | 1.279 |
|       | 4.   | Manchester Utd    | 48 | 42 | 18 | 12 | 12 | 73 | 58 | 1.259 |
|       | 5.   | Bolton            | 48 | 42 | 18 | 12 | 12 | 75 | 60 | 1.250 |
|       | 6.   | Blackpool         | 48 | 42 | 19 | 10 | 13 | 80 | 69 | 1.159 |
|       | 7.   | Burnley           | 46 | 42 | 21 | 4  | 17 | 78 | 67 | 1.164 |
|       | 8.   | Chelsea           | 44 | 42 | 16 | 12 | 14 | 74 | 68 | 1.088 |
|       | 9.   | Charlton          | 44 | 42 | 19 | 6  | 17 | 75 | 77 | 0.974 |
|       | 10.  | Cardiff City      | 44 | 42 | 18 | 8  | 16 | 51 | 71 | 0.718 |
|       | 11.  | Preston N.E.      | 43 | 42 | 19 | 5  | 18 | 87 | 58 | 1.500 |
|       | 12.  | Arsenal           | 43 | 42 | 15 | 13 | 14 | 75 | 73 | 1.027 |
|       | 13.  | Aston Villa       | 41 | 42 | 16 | 9  | 17 | 70 | 68 | 1.029 |
|       | 14.  | Portsmouth        | 39 | 42 | 14 | 11 | 17 | 81 | 89 | 0.910 |
|       | 15.  | Newcastle Utd     | 38 | 42 | 14 | 10 | 18 | 72 | 77 | 0.935 |
|       | 16.  | Tottenham         | 37 | 42 | 16 | 5  | 21 | 65 | 76 | 0.855 |
|       | 17.  | Manchester City   | 37 | 42 | 14 | 9  | 19 | 62 | 77 | 0.805 |
|       | 18.  | Sunderland        | 36 | 42 | 14 | 8  | 20 | 81 | 89 | 0.910 |
|       | 19.  | Sheffield Weds    | 36 | 42 | 15 | 6  | 21 | 70 | 91 | 0.769 |
|       | 20.  | Sheffield Utd     | 33 | 42 | 11 | 11 | 20 | 69 | 90 | 0.767 |
|       | 21.  | Middlesbrough     | 30 | 42 | 10 | 10 | 22 | 60 | 91 | 0.659 |
|       | 22.  | Liverpool         | 28 | 42 | 9  | 10 | 23 | 68 | 97 | 0.701 |

Legenda:
      Campione d'Inghilterra.
      Retrocessa in Second Division 1954-1955.
Regolamento:
Due punti a vittoria, uno a pareggio, zero a sconfitta.
A parità di punti le squadre venivano classificate secondo il quoziente reti.

## Statistiche

### Squadre

#### Capoliste solitarie
Fonte:
|    | —— | —— | —— | ——            | ——            | ——            | ——            | ——            | ——            | ——            | ——            | ——            | ——            | ——            | ——            | ——            | ——            | ——            | ——            | ——  | ——  | ——  | ——  | ——        | ——        | ——            | ——            | ——            | ——            | ——            | ——            | ——            | ——            | ——            | ——            | ——  | ——            | ——            | ——            | ——            | ——            | —— |  |
|    |    |    |    | West Bromwich | West Bromwich | West Bromwich | West Bromwich | West Bromwich | West Bromwich | West Bromwich | West Bromwich | West Bromwich | West Bromwich | West Bromwich | West Bromwich | West Bromwich | West Bromwich | West Bromwich | West Bromwich | Wol |     | Wol |     | Wolverham | Wolverham | West Bromwich | West Bromwich | West Bromwich | West Bromwich | West Bromwich | West Bromwich | West Bromwich | West Bromwich | West Bromwich | West Bromwich |     | Wolverhampton | Wolverhampton | Wolverhampton | Wolverhampton | Wolverhampton |    |  |
|    |    |    |    |               |               |               |               |               |               |               |               |               |               |               |               |               |               |               |               |     |     |     |     |           |           |               |               |               |               |               |               |               |               |               |               |     |               |               |               |               |               |    |  |
|    |    |    |    |               |               |               |               |               |               |               |               |               |               |               |               |               |               |               |               |     |     |     |     |           |           |               |               |               |               |               |               |               |               |               |               |     |               |               |               |               |               |    |  |
| 1ª | 2ª | 3ª | 4ª | 5ª            | 6ª            | 7ª            | 8ª            | 9ª            | 10ª           | 11ª           | 12ª           | 13ª           | 14ª           | 15ª           | 16ª           | 17ª           | 18ª           | 19ª           | 20ª           | 21ª | 22ª | 23ª | 24ª | 25ª       | 26ª       | 27ª           | 28ª           | 29ª           | 30ª           | 31ª           | 32ª           | 33ª           | 34ª           | 35ª           | 36ª           | 37ª | 38ª           | 39ª           | 40ª           | 41ª           | 42ª           |    |  |

### Individuali

#### Classifica marcatori
Fonte:
| Gol | Rigori |  | Giocatore       | Squadra                           |
| --- | ------ |  | --------------- | --------------------------------- |
| 29  |        |  | Jimmy Glazzard  | Huddersfield Town                 |
| 28  |        |  | Johnny Nicholls | West Bromwich                     |
| 27  |        |  | Ronnie Allen    | West Bromwich                     |
| 25  |        |  | Charlie Wayman  | Preston N.E.                      |
| 25  |        |  | Dennis Wilshaw  | Wolverhampton                     |
| 25  | 6      |  | Johnny Hancocks | Wolverhampton                     |
| 24  |        |  | Roy Swinbourne  | Wolverhampton                     |
| 24  | 1      |  | Stuart Leary    | Charlton                          |
| 22  |        |  | Tommy Taylor    | Manchester Utd                    |
| 21  |        |  | Roy Bentley     | Chelsea                           |
| 21  |        |  | Stan Mortensen  | Blackpool                         |
| 21  |        |  | Tommy Thompson  | Aston Villa                       |
| 20  | 1      |  | Peter Harris    | Portsmouth                        |
| 19  |        |  | Ken Chisholm    | Cardiff City (12), Sunderland (7) |
| 19  |        |  | Billy Gray      | Burnley                           |